# Los años
Los años es una novela de la escritora francesa Annie Ernaux publicada en 2008 por la editorial Éditions Gallimard.
El libro ganó el premio Marguerite-Duras, el premio François-Mauriac de la región de Aquitania, el premio de lengua francesa y el premio Strega. También fue preseleccionada para el premio France Culture-Télérama en 2008 y para el premio de los lectores del periódico Le Télégramme  en 2009.

## Resumen
La novela se mueve entre las descripciones de las fotos de la autora, tomadas entre 1941 y 2006, y una pintura de la época en la que se tomaron estas fotos a través de los recuerdos que se han grabado en su mente, elegidos por su relevancia sociológica. La novela combina 60 años de historia compartida con la propia historia vital de la autora, que se distancia de su antiguo yo mediante el uso de la tercera persona. Su historia es a la vez personal, impersonal y colectiva. Annie Ernaux renueva así el género de la autobiografía.

## Recepción
El libro fue muy bien recibido por la crítica. Le Monde lo describió como "una inmersión magistral en el tiempo y la memoria de una mujer a lo largo de más de 60 años" y como "el punto incandescente de una obra y un enfoque exigentes", llegando a considerarlo como una de las "100 novelas que más han apasionado a 'Le Monde' desde 1944". Le Figaro, a menudo crítico con la autora, describió Los años como "su libro más bello". Télérama, por su parte, habla de un "logro asombroso" para describir la obra, también calificada como un "libro grande y hermoso, deslumbrante en su maestría".